# Abarema turbinata
Abarema turbinata é uma espécie de legume da família das Leguminosae nativa do Brasil.

## Sinônimos
- Pithecellobium turbinatum Benth.
- Pithecolobium turbinatum Benth.